# MC Lyte
MC Lyte, właśc. Lana Michele Moorer (ur. 11 października 1970 na Brooklynie, Nowy Jork, USA) – amerykańska raperka.

## Dyskografia

### Albumy
- 1988 Lyte as a Rock
- 1989 Eyes On This
- 1991 Act Like You Know
- 1993 Ain't No Other
- 1996 Bad As I Wanna B
- 1998 Seven & Seven
- 2001 The Very Best Of MC Lyte
- 2003 Da Underground Sound, Vol. 1

### Single
| Rok  | Tytuł                                                       | Pozycja na liście | Pozycja na liście        | Pozycja na liście | Pozycja na liście | Album                                            |
| Rok  | Tytuł                                                       | Billboard Hot 100 | R&B/Hip-Hop Tracks chart | Rap Tracks chart  | UK Singles Chart  | Album                                            |
| ---- | ----------------------------------------------------------- | ----------------- | ------------------------ | ----------------- | ----------------- | ------------------------------------------------ |
| 1988 | "I Cram To Understand You (Sam)"                            | –                 | –                        | –                 | –                 | Lyte As A Rock                                   |
| 1988 | "10% Dis"                                                   | –                 | –                        | –                 | –                 | Lyte As A Rock                                   |
| 1988 | "Paper Thin"                                                | –                 | #35                      | #1                | –                 | Lyte As A Rock                                   |
| 1989 | "Cha Cha Cha"                                               | –                 | –                        | #1                | -                 | Eyes on This                                     |
| 1989 | "Cappuccino"                                                | –                 | –                        | #8                | –                 | Eyes on This                                     |
| 1989 | "Stop Look Listen"                                          | –                 | –                        | –                 | –                 | Eyes on This                                     |
| 1989 | "I'm Not Havin' It "                                        | –                 | –                        | #16               | –                 | The First Priority Music Family: Basement Flavor |
| 1991 | "When in Love"                                              | –                 | #14                      | #3                | –                 | Act Like You Know                                |
| 1991 | "All That"                                                  | –                 | –                        | –                 | –                 | Act Like You Know                                |
| 1991 | "Poor Georgie"                                              | #83               | #11                      | #1                | –                 | Act Like You Know                                |
| 1992 | "Eyes Are the Soul"                                         | –                 | #84                      | –                 | –                 | Act Like You Know                                |
| 1992 | "Ice Cream Dream"                                           | –                 | –                        | #11               | –                 | Mo’ Money OST/Ain't No Other                     |
| 1993 | "Ruffneck"                                                  | #35               | #10                      | #1                | #67               | Ain't No Other                                   |
| 1993 | "I Go On"                                                   | –                 | #68                      | #27               | –                 | Ain't No Other                                   |
| 1994 | "Freedom"                                                   | #18               | #10                      | –                 | –                 | Panther OST                                      |
| 1996 | "Keep On, Keepin' On" (featuring Xscape)                    | #10               | #3                       | #2                | #27               | Sunset Park OST                                  |
| 1997 | "Cold Rock a Party" (featuring Missy Elliot and Puff Daddy) | #11               | #5                       | #1                | #15               | Bad as I Wanna B                                 |
| 1997 | "Druglord Superstar"                                        | –                 | –                        | –                 | –                 | Bad as I Wanna B                                 |
| 1997 | "Everyday"                                                  | -                 | #44                      | –                 | –                 | Bad as I Wanna B                                 |
| 1998 | "I Can't Make A Mistake"                                    | –                 | –                        | –                 | #46               | Seven & Seven                                    |
| 1998 | "It's All Yours" (featuring Gina Thompson)                  | –                 | –                        | –                 | #36               | Seven & Seven                                    |
| 2003 | "Ride Wit Me"                                               | –                 | –                        | –                 | #36               | Da Underground Heat Vol. 1 CD                    |